# My Ding-a-Ling
My Ding-a-Ling è una canzone di Chuck Berry pubblicata come singolo dalla Chess Records nel 1972. Novelty registrata dal vivo con un testo allusivo e goliardico, My Ding-a-Ling viene ricordata per essere stata l'unica canzone dell'artista ad essere giunta al primo posto della classifica statunitense.

## Composizione
Nel 1952 Dave Bartholomew ha inciso una canzone intitolata Little Girl Sing Ding-a-Ling. Nel 1954 il gruppo The Bees ne ha pubblicata una versione dal titolo Toy Bell. Berry ha registrato la sua versione del brano, intitolandola My Tambourine nel 1968 includendola nell'album From St. Louie to Frisco . Tuttavia, la versione più celebre di quel brano è stata registrata dal vivo al Lanchester Arts Festival di Coventry, in Inghilterra, il 3 febbraio 1972, dove Berry, e il suo gruppo di accompagnamento The Roy Young Band, hanno chiuso il concerto dopo le esibizioni di Slade e Billy Preston. Il disc jockey della stazione radiofonica di Boston WMEX, Jim Connors, è stato premiato con un disco d'oro per aver "scoperto" la canzone e fatta arrivare ai vertici delle classifiche.

### Testo
Il brano parla di come il cantante ha ricevuto in regalo dalla nonna due campanelle d'argento, soprannominate ding-a-ling. Stando a quanto riporta il testo, Berry le porta sempre con sé e le suona a scuola, e nelle situazioni più disparate. L'intera storia ha un ben esplicito doppio senso sessuale che consiste nel continuo riferirsi al termine ding-a-ling sostituendolo al posto della parola pene. Nei versi finali della canzone, Berry ammonisce il pubblico: «Those of you who will not sing, must be playing with [their] own ding-a-ling!» ("Quelli che non cantano devono star giocando con il loro ding-a-ling!").

## Accoglienza
My Ding-a-Ling è l'unico brano di Berry giunto al numero 1 della Billboard Hot 100 per due settimane. È inoltre rimasto nella classifica canadese per tre settimane, nel Regno Unito per quattro settimane ed in Irlanda ed al numero 7 in Norvegia.
A dispetto del suo successo in classifica, la canzone è stata mal accolta dalla critica e gli specialisti in quanto è l'unico numero 1 dell'artista e perché giudicata troppo volgare e "usa e getta". Il DJ Alan Freeman una volta ha introdotto il brano dicendo «Oh caro Chuck, come hai potuto!?!». La rivista Rolling Stone ha inserito la traccia in una lista di "22 canzoni terribili di grandi artisti". Il sito web della rivista Spin l'ha piazzata al trentunesimo posto delle canzoni peggiori realizzate da artisti molto apprezzati. Per contro, Berry ha sempre dichiarato di apprezzare il brano e l'ha definito "la nostra Alma Mater".

## Controversie
Il testo ambiguo e malizioso, così come l'entusiasmo dimostrato da Berry e dal pubblico stesso durante l'esecuzione, hanno spinto diverse stazioni radio a censurare il brano. L'attivista moralizzatrice Mary Whitehouse ha anche tentato di bandire la canzone senza però riuscirci.

## Formazione
- Chuck Berry: chitarra, voce
- Owen McIntyre: chitarra
- Dave Kafinetti: pianoforte
- Nick Potter: basso
- Robbie McIntosh: batteria